# Supercopa de Brasil 2025
La Supercopa de Brasil 2025, llamada oficialmente Supercopa Rei 2025, fue la octava edición de la Supercopa de Brasil y la segunda edición bajo la denominación en honor a Pelé. 
Es una competición de fútbol brasileña, organizada por la CBF, que reúne a los equipos campeones del Campeonato Brasileño y la Copa de Brasil del año anterior. La competencia se decidió en un solo partido disputado el 2 de febrero de 2025, con sede en la ciudad de Belém.
El partido fue disputado por el Flamengo, campeón de la Copa de Brasil 2024 y el Botafogo, campeón del Brasileirão 2024.
El campeón fue Flamengo, que logró su tercer título en éste torneo al derrotar 3 a 1 a Botafogo.

## Sede
El 28 de agosto de 2024, en un evento en la sede de la CBF, con la presencia del gobernador del estado del Pará, Helder Barbalho, el presidente de la entidad, Ednaldo Rodrigues, anunció que el partido, que abre oficialmente el calendario de la temporada, se disputó en el estadio Mangueirão, en Belém.

## Participantes
|  | Bandera del estado de Río de Janeiro |  | Botafogo |  | Campeón del Campeonato Brasileño Serie A (2024) |
|  | Bandera del estado de Río de Janeiro |  | Flamengo |  | Campeón de la Copa de Brasil (2024)             |

## Partido
| 2 de febrero de 2025 | Botafogo             | 1:3 (0:2) | Flamengo                                        | Estadio Mangueirão, Belém                                |                                                          |
| 16:00 (UTC-3)        | Patrick de Paula 87' | Reporte   | Bruno Henrique 7' (pen.), 19' · Luiz Araújo 82' | Asistencia: 44 952 espectadores Árbitro(s): Ramon Abatti | Asistencia: 44 952 espectadores Árbitro(s): Ramon Abatti |

|                                      |
| Bandera del estado de Río de Janeiro |
| Campeón C. R. Flamengo 3.er título   |